# Unipps
UniPPS ist eine beim Deutschen Patentamt eingetragene Wortmarke und ein objektorientiertes ERP-System für die auftragsbezogene Fertigung und Variantenfertiger, welches vor allem in mittelständischen Fertigungsunternehmen sowie in Werkstätten für behinderte Menschen (WfbM) eingesetzt wird.
Im Juli 2020 wurde die Firma ComTRI GmbH Business Solutions mit der ERP-Software UniPPS von dem Reutlinger Unternehmen HSB Automation GmbH übernommen und firmiert nun unter dem Namen UniPPS GmbH business solutions am neuen Hauptsitz in Reutlingen, dem Wirtschaftszentrum der Region Neckar-Alb.

## Geschichte
Die Idee zu UniPPS entstand im Jahre 1990. Die Firma Knoll Maschinenbau erkannte, dass es keine Standard-ERP-Software auf dem Markt gab, die den Anforderungen des Fertigungsunternehmens entsprach, und beschloss deshalb, eine eigene Software am Modell eines idealtypischen modernen Fertigungsunternehmen unter dem Namen UniPPS entwickeln zu lassen. Ziel war es, mit einer einfachen Programmiersprache betriebswirtschaftliche Anwendungen zu schreiben. Daher schloss man mit dem Fachbereich Wirtschaftsinformatik der Hochschule Reutlingen eine Entwicklungspartnerschaft unter der Leitung von Anton Frick (Leiter des Fachbereichs Wirtschaftsinformatik). Unter seiner Leitung wurde dann die erste Version der Entwicklungssprache UniPPS 4GL und des dazugehörigen Generators entwickelt.
Nach einer ersten Entwicklungsphase wurde UniPPS  im April 1995 erstmals von der Firma Knoll Informationssysteme GmbH installiert und im eigenen Betrieb genutzt. Die Firma ComTRI GmbH wurde zu diesem Zeitpunkt Vertriebspartner. Im Jahr 1997 erfolgte die Markteinführung  von UniPPS nach Erreichen der gewünschten Produktreife. Einer der ersten Kunden des neuen ERP-Systems war die Firma MARPOSS GmbH in Weinstadt.
Im Jahre 2000 wurde UniPPS nach einer Studie des Konradin Verlags unter den Top Ten der ERP-Systeme im Maschinenbau genannt. Nur ein Jahr später belegte UniPPS den zweiten Platz im PPS-Test des Magazins is-report "PPS unter der Lupe" mit 1342 Punkten von max. möglichen 1369 Punkten.
2003 wurde UniPPS von der Firma ComTRI Business Solutions GmbH übernommen, nachdem die Knoll Informationssysteme GmbH Insolvenz anmelden musste.
Im Jahr 2004 erhielt UniPPS eine neue Oberfläche für Linux und Windows. Zu Beginn des Jahres 2007 erfolgte die Integration des Projektplanungsmoduls PCC in UniPPS. Weitere Neuerungen folgten: 2011 Unicode, Datenbankneutralität und eine neue vollflexible Oberfläche, 2014 wurde das Modul Management Informationssystem in UniPPS implementiert.
Anfang 2015 erfolgte die Python-Integration in UniPPS mit dem Ziel Anwenderanforderungen (Customizing) einfacher umzusetzen und über UserExits eigene Workflows zu definieren.
Ende Januar 2019 wurde die Möglichkeit der Vorwärtsterminierung gegen begrenzte Kapazität in die Fertigungsplanung eingebaut, mit dem Ziel bei der Auftragserfassung den korrekten Fertig-/Liefertermin zu ermitteln. Ebenfalls im Jahr 2019 erfolgte die Anbindung weiterer Lagersysteme, u. a. Kardex. Im Jahr 2020 wurde UniPPS für die elektronische Rechnungsstellung um die Formate ZUGFeRD und XRechnung erweitert.
Am 1. Juli 2020 wurde der Geschäftsbereich UniPPS durch die HSB Automation GmbH übernommen und es erfolgte die Umbenennung in UniPPS GmbH business solutions.